# The Christian Hero
The Christian Hero ist eine Tragödie des britischen Schriftstellers George Lillo aus dem Jahr 1735. Sie basiert auf dem Leben von Skanderbeg, der im fünfzehnten Jahrhundert eine Rebellion gegen das Osmanische Reich anführte.

## Uraufführung
Zur Besetzung der Uraufführung am 13. Januar 1735 in der Drury Lane gehörten folgende Schauspieler:
- William Milward: Scanderbeg
- James Quin: Amurath
- William Mills: Mahomet
- Edward Berry: Osmyn
- Sarah Thurmond: Hellena
- John Mills:Aranthes
- Richard Winstone: Paulinus
- Theophilus Cibber: Amasie